# WTA Challenger Angers
Das WTA Challenger Angers (offiziell: Open Angers Arena Loire) ist ein Tennisturnier der Kategorie WTA Challenger der WTA Challenger Series, das in Angers erstmals im Dezember 2021 ausgetragen wurde.
Spielstätte für das Turnier in Angers ist die Arena Loire.

## Siegerliste

### Einzel
| Jahr | Siegerin             | Finalgegnerin      | Ergebnis       |
| ---- | -------------------- | ------------------ | -------------- |
| 2021 | Witalija Djatschenko | Zhang Shuai        | 6:0, 6:4       |
| 2022 | Alycia Parks         | Anna-Lena Friedsam | 6:4, 4:6, 6:4  |
| 2023 | Clara Burel          | Chloé Paquet       | 3:6, 6:4, 6:2  |
| 2024 | Alycia Parks         | Belinda Bencic     | 7:64, 3:6, 6:0 |

### Doppel
| Jahr | Siegerinnen                          | Finalgegnerinnen                        | Ergebnis         |
| ---- | ------------------------------------ | --------------------------------------- | ---------------- |
| 2021 | Tereza Mihalíková Greet Minnen       | Monica Niculescu Wera Swonarjowa        | 4:6, 6:1, [10:8] |
| 2022 | Alycia Parks Zhang Shuai             | Miriam Kolodziejová Markéta Vondroušová | 6:2, 6:2         |
| 2023 | Cristina Bucșa Monica Niculescu      | Anna Danilina Alexandra Panowa          | 6:1, 6:3         |
| 2024 | Monica Niculescu Elena-Gabriela Ruse | Belinda Bencic Céline Naef              | 6:1, 6:3         |